# Maximilianmuseum

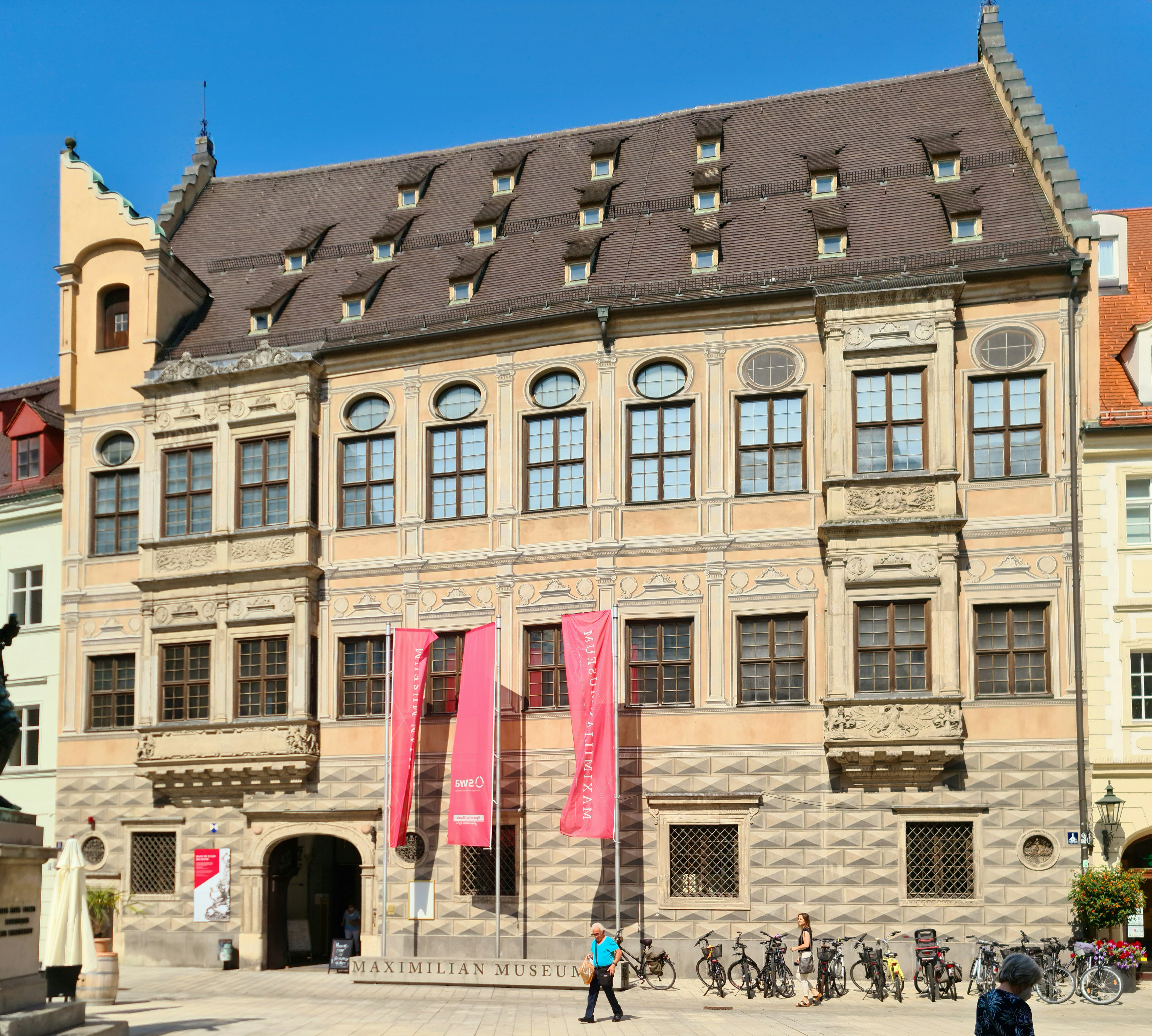
Das Maximilianmuseum

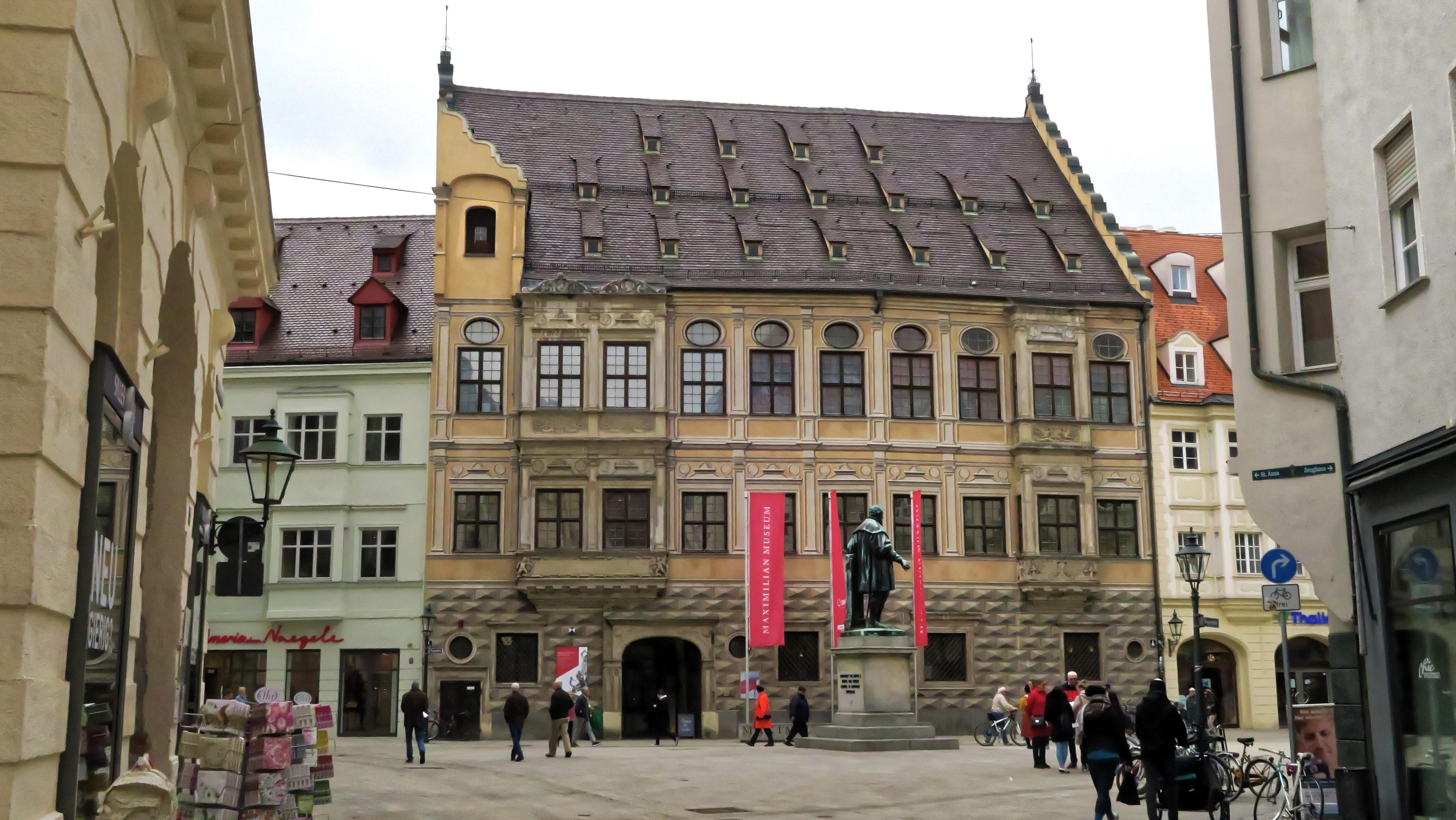
Das Maximilianmuseum, davor das Denkmal von Hans Jakob Fugger, errichtet von König Ludwig I.

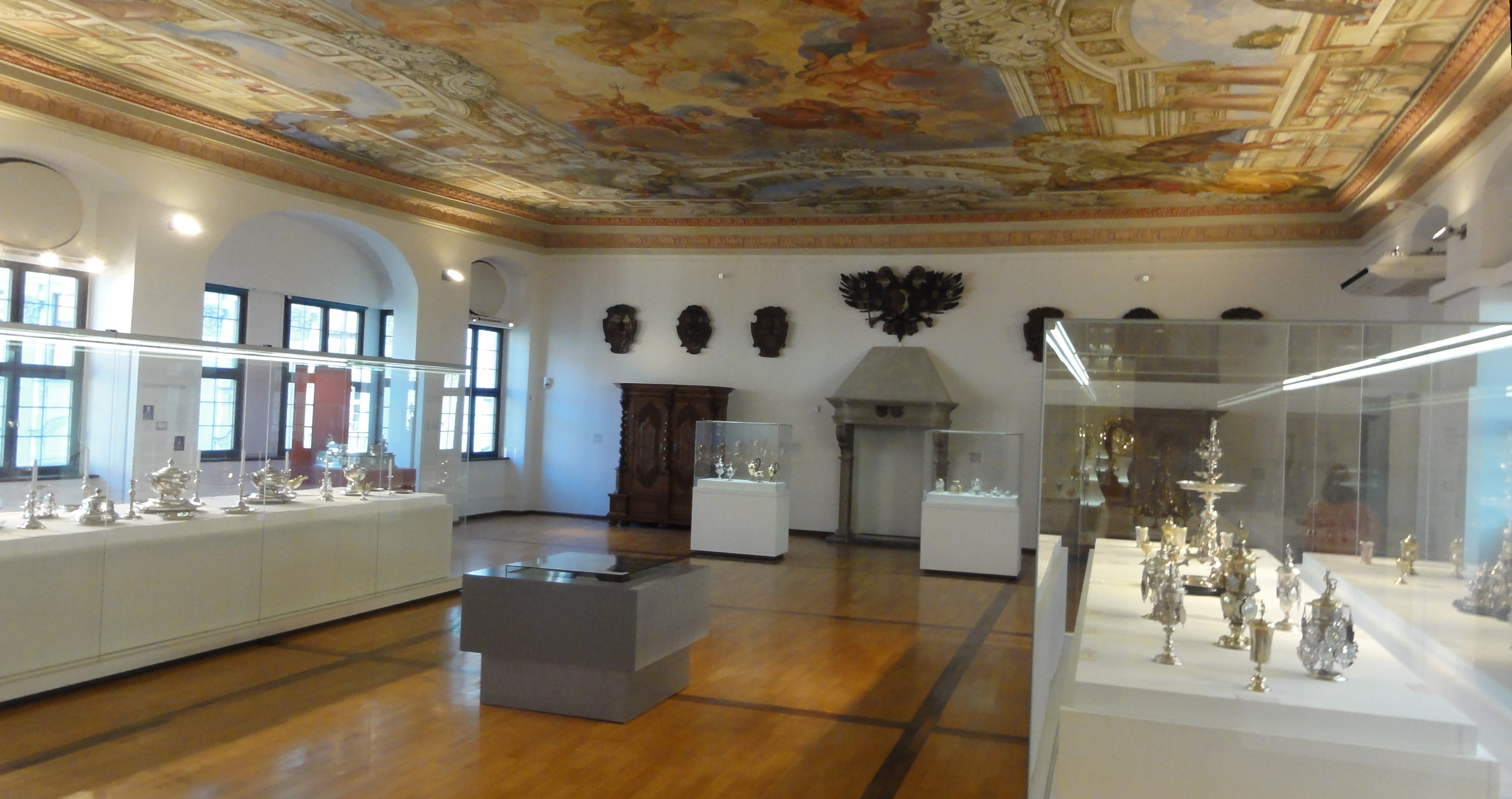
Der Felicitassaal

Das städtische Maximilianmuseum ist das älteste Museum in Augsburg. Es wurde im Jahre 1854 eröffnet und beherbergt eine umfangreiche kunsthistorische Sammlung sowie zahlreiche Exponate zur Geschichte der Reichsstadt Augsburg vom Mittelalter bis zur Mediatisierung durch Bayern im Jahr 1805. Bis zum Jahr 1905 enthielt es außerdem eine bedeutende naturkundliche Sammlung. 2007 erhielt es den Bayerischen Museumspreis.

## Geschichte
Das Maximilianmuseum befindet sich in der Augsburger Innenstadt in der Philippine-Welser-Straße (Fußgängerzone); die heutige Adresse ist Fuggerplatz 1. Errichtet wurde das Museum in einem Patrizierhaus aus dem 15. Jahrhundert. Das Haus und sein Rückgebäude in der Annastraße waren zuvor von 1706 bis 1853 als evangelisches Waisenhaus (Armenkinderhaus) genutzt worden. 1853 kaufte die Stadt Augsburg das Gebäude und errichtete darin das erste Augsburger Museum, das am 28. Dezember 1854 eröffnet wurde. Um die Gründung machte sich unter anderem der damalige Stadtarchivar Theodor Herberger verdient. 1856 erhielt das Museum schließlich anlässlich eines Besuchs des bayerischen Königs Maximilian II seinen Namen nach diesem. Bis zum Zweiten Weltkrieg war es das einzige städtische Museum in Augsburg.
Das Museum beherbergte über mehr als 50 Jahre die Sammlungen mehrerer Vereine: die des Naturhistorischen Vereins Augsburg (seit 1887 Naturwissenschaftlicher Verein für Schwaben und Neuburg (a.V.)), des Historischen Vereins für Schwaben und des Technischen Vereins. Bis 1875 verkauften die Vereine ihre Eintrittskarten selbst. Ab 1875 berechtigte die Eintrittskarte dann zum Besuch aller Sammlungen. Der Name des Museums war im 19. Jahrhundert Maximiliansmuseum, anders als heute damals mit einem Fugen-s geschrieben.
1905 wurde die immer größer und bedeutender gewordene naturkundliche Sammlung, die den Vorgänger des heutigen Naturmuseums Augsburg darstellte, aus dem Maximilianmuseum herausgenommen und 1906 als ein eigenes Museum eröffnet. Im Maximilianmuseum selbst verblieb die historische und kunsthistorische Sammlung, bis 1908 unter der Leitung des Historischen Vereins. Nach Umbau mit umfassender Neugestaltung kam das Museum 1909 unter städtische Verwaltung, geleitet von einem Verwaltungsrat aus Vereinsmitgliedern, städtischen Mitarbeitern sowie ab 1910 von Mitgliedern des Domkapitels; in diesem Jahr wurde die 1872 begründete kunsthistorische Sammlung der Diözese Augsburg unter Eigentumswahrung in das Maximilianmuseum eingegliedert.
Ab 1991 wurde dem Museum ein Trakt des benachbarten Welserhauses, ebenfalls ein altes Patrizierhaus aus dem 15. Jahrhundert, angeschlossen und die zwei Gebäude miteinander verbunden. Zum Ende des Jahrtausends begannen umfangreiche Umbau- und Sanierungsarbeiten, während der nur Teile des Museums zugänglich waren. Zugleich kehrten die meisten Bestände der Diözese in das 2000 neu eröffnete Diözesanmuseum St. Afra zurück. 2006 wurde das gesamte Maximilianmuseum mit seiner neu konzeptionierten Dauerausstellung wiedereröffnet.

Goldschmiedekunst und Kunsthandwerk im Felicitassaal
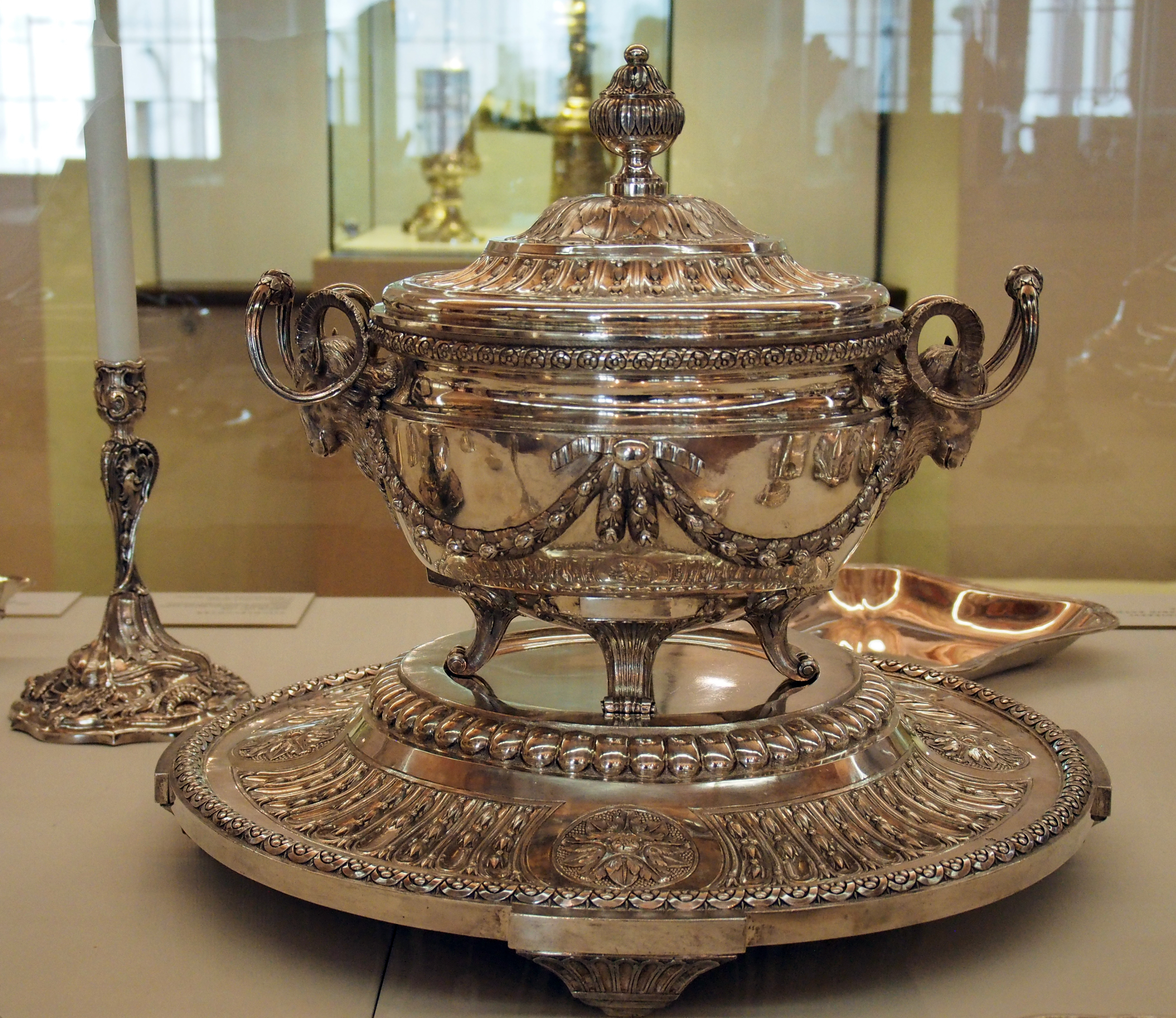
Runde Terrine mit Présentoir (Aufsteller), aus dem Tafelservice der Zarin Katharina II. (ca. 1781)
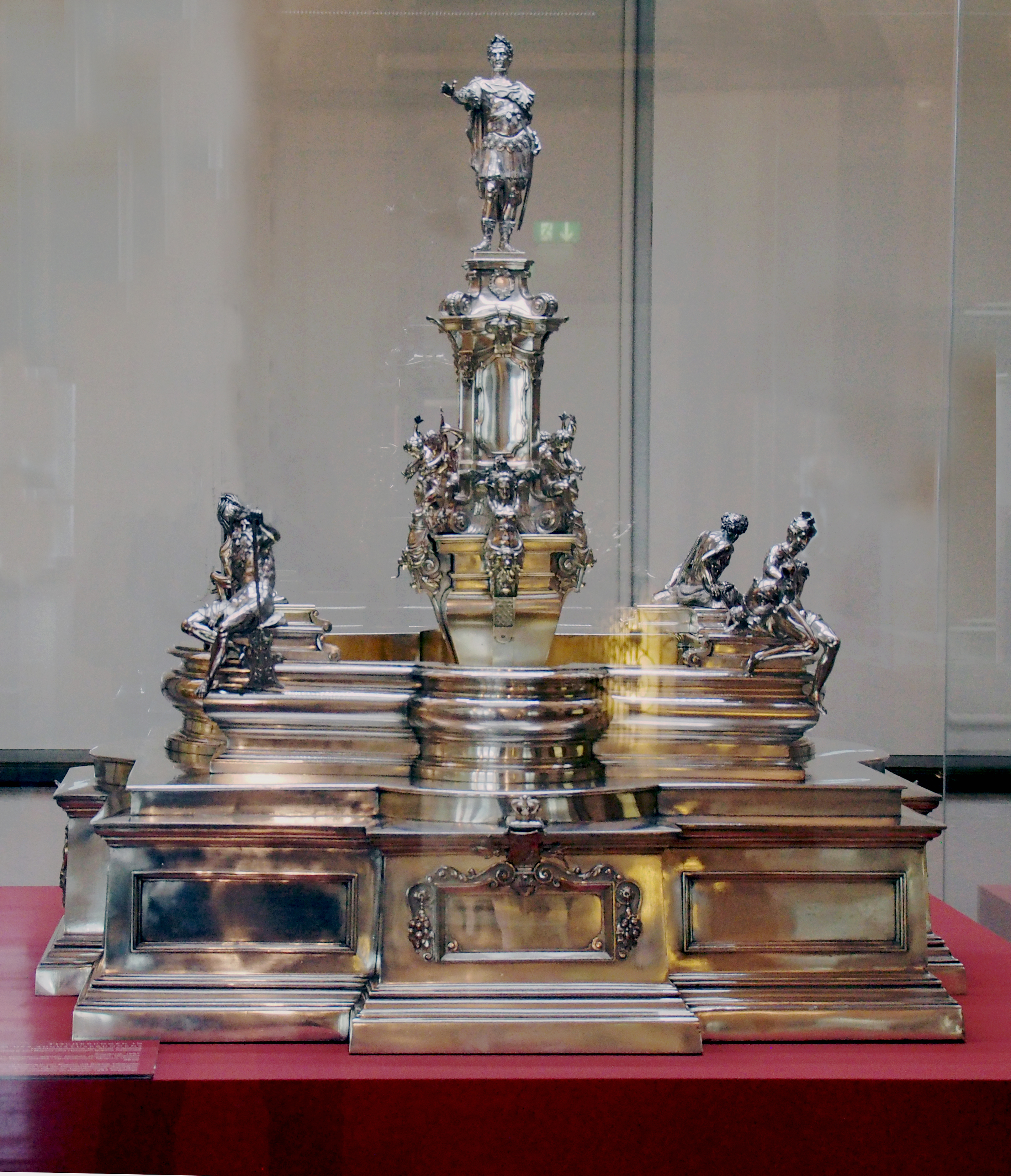
Tischbrunnen in Form des Augustusbrunnens. Vorgesehen als Hochzeitsgeschenk der Stadt Augsburg für König Ludwig II. von Bayern und Herzogin Sophie Charlotte (1867)
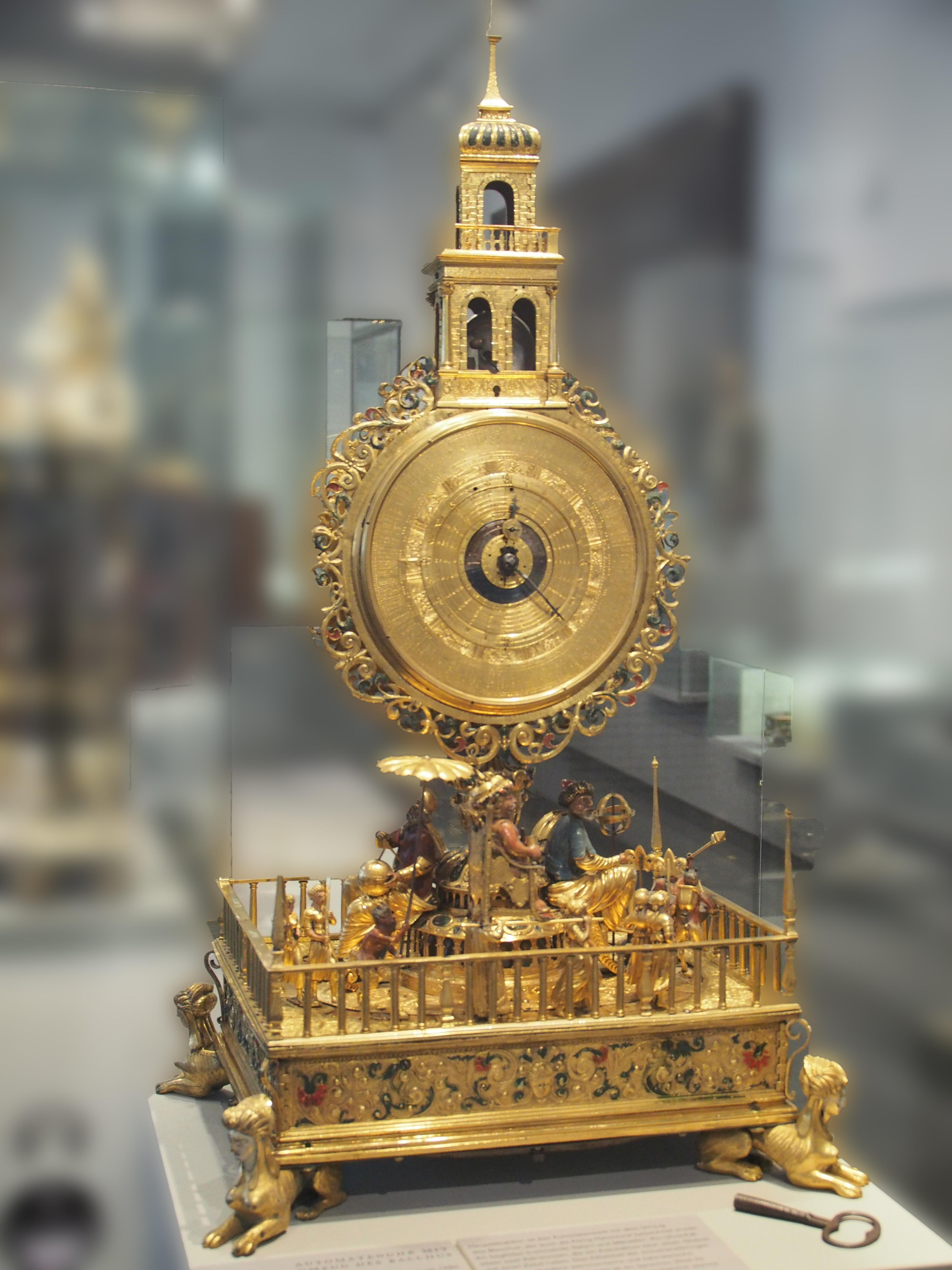
Uhr mit Umzug des Bacchus, wahrscheinlich aus dem Besitz des Kurfürsten von Sachsen (ca. 1580)
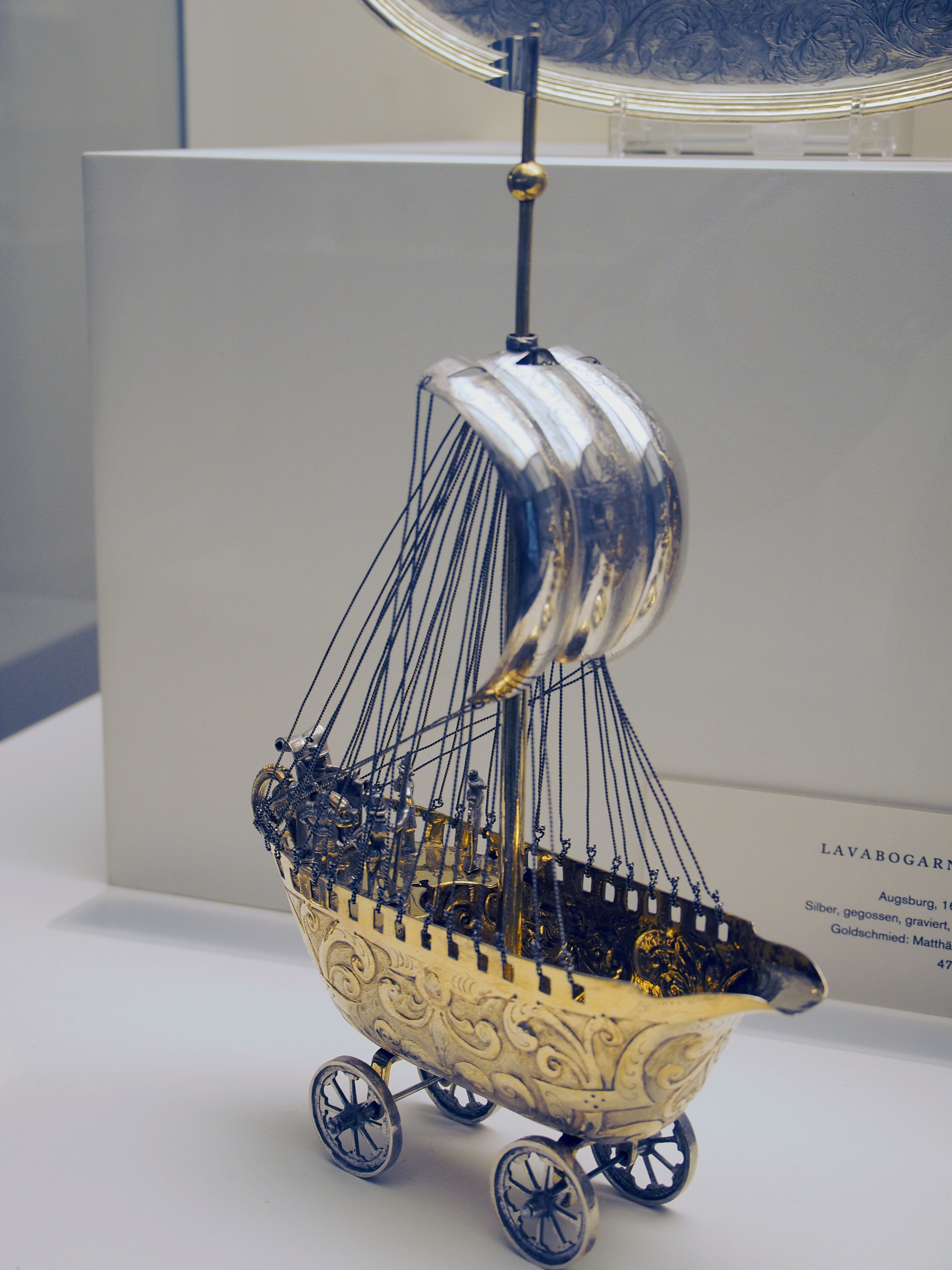
Trinkgefäß: Silberschiff (ca. 1630)
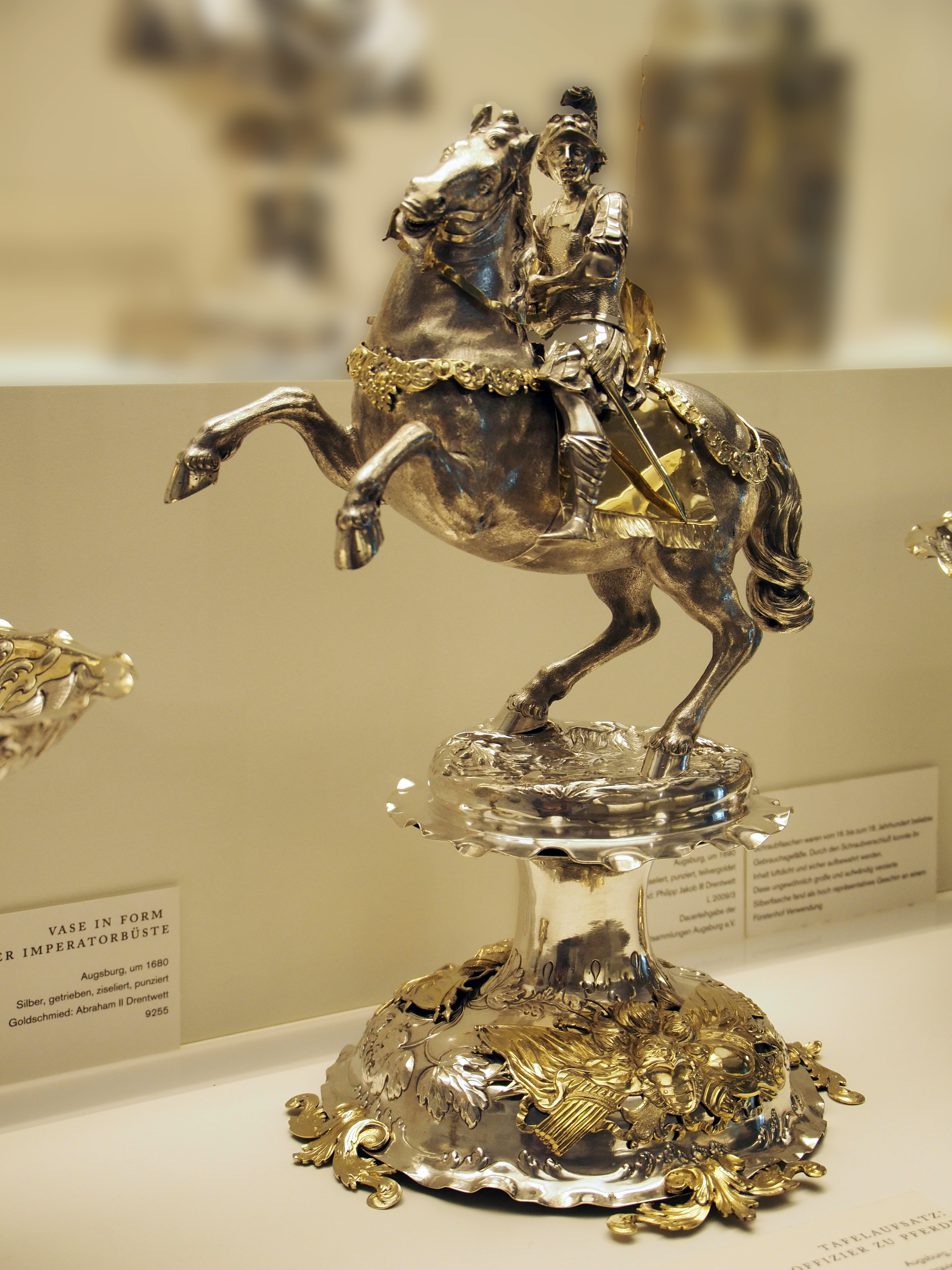
Tafelaufsatz: Römischer Offizier zu Pferde (ca. 1680)

## Heutiger Aufbau

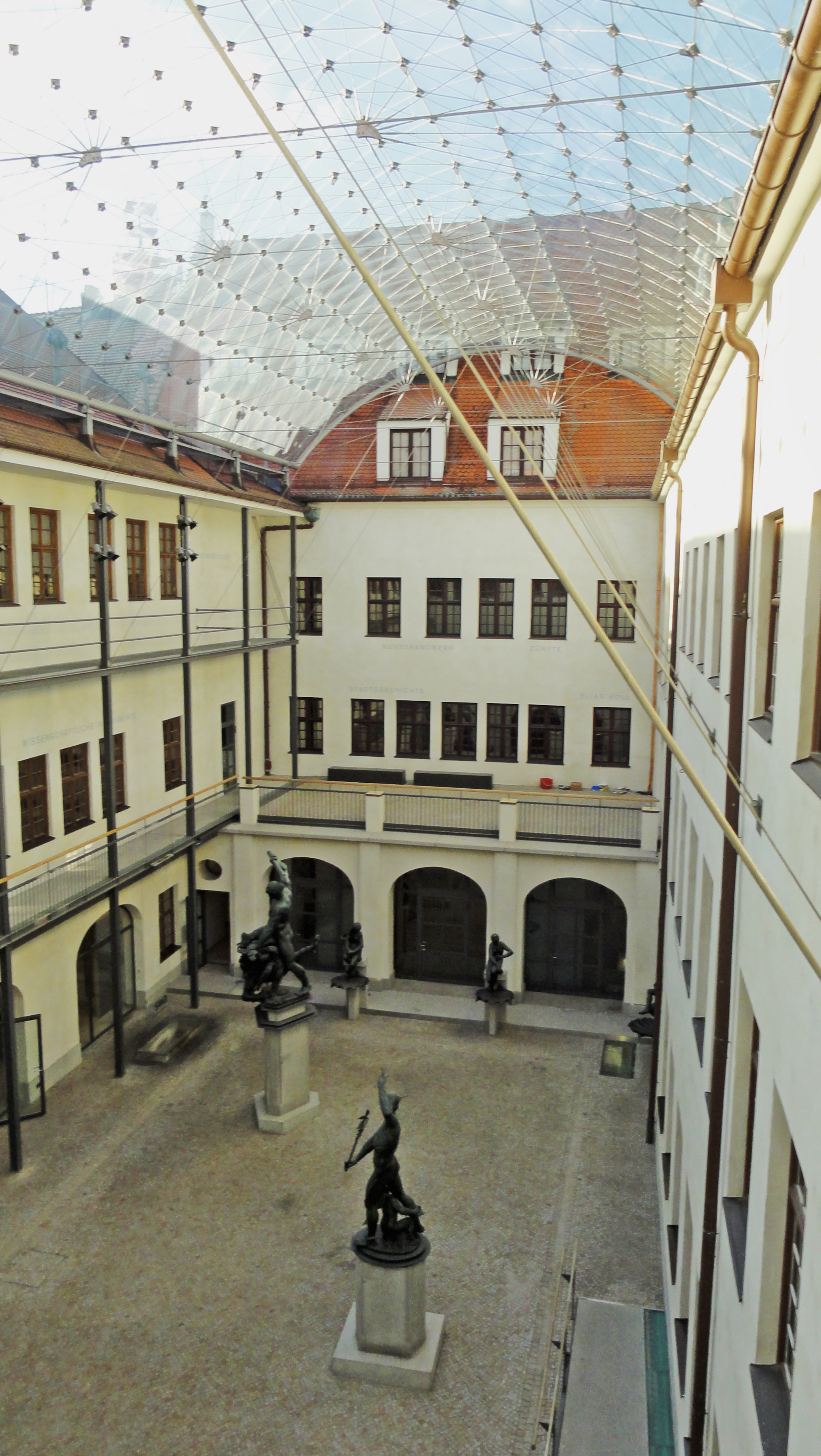
Maximilianmuseum Innenhof (Viermetzhof)

Das Museum hat durch den Umbau ein zugleich historisches und modernes Flair erhalten. Ein Glasdach überwölbt nun den Innenhof des Museums, den nach seinem Mäzen benannten Viermetzhof. Hier stehen die Original-Statuen der Augsburger Prachtbrunnen von Adrian de Vries und Hubert Gerhard. Zum Schutz vor Verschmutzung durch Abgase und andere Umwelteinwirkungen wurden sie im Stadtbild durch Replikate ersetzt, die Originale wurden nach der Renovierung im Jahr 2000 im Innenhof des Maximilianmuseums aufgestellt.
Das Museum erstreckt sich über drei Etagen und teilt sich auf in die Dauerausstellungen, die u. a. Skulpturen, Goldschmiedekunst, Baumodelle und stadtgeschichtliche Sammlungen umfassen, sowie einen Bereich für Wechselausstellungen. Nach der Adriaen-de-Vries-Schau 2000 fand als nächste bedeutende Ausstellung im Rahmen des Augsburger Friedensjahres 2005 die Ausstellung „Als Frieden möglich war“ statt.

Viermetzhof mit den Originalskulpturen der Augsburger Prachtbrunnen aus dem 16. Jahrhundert
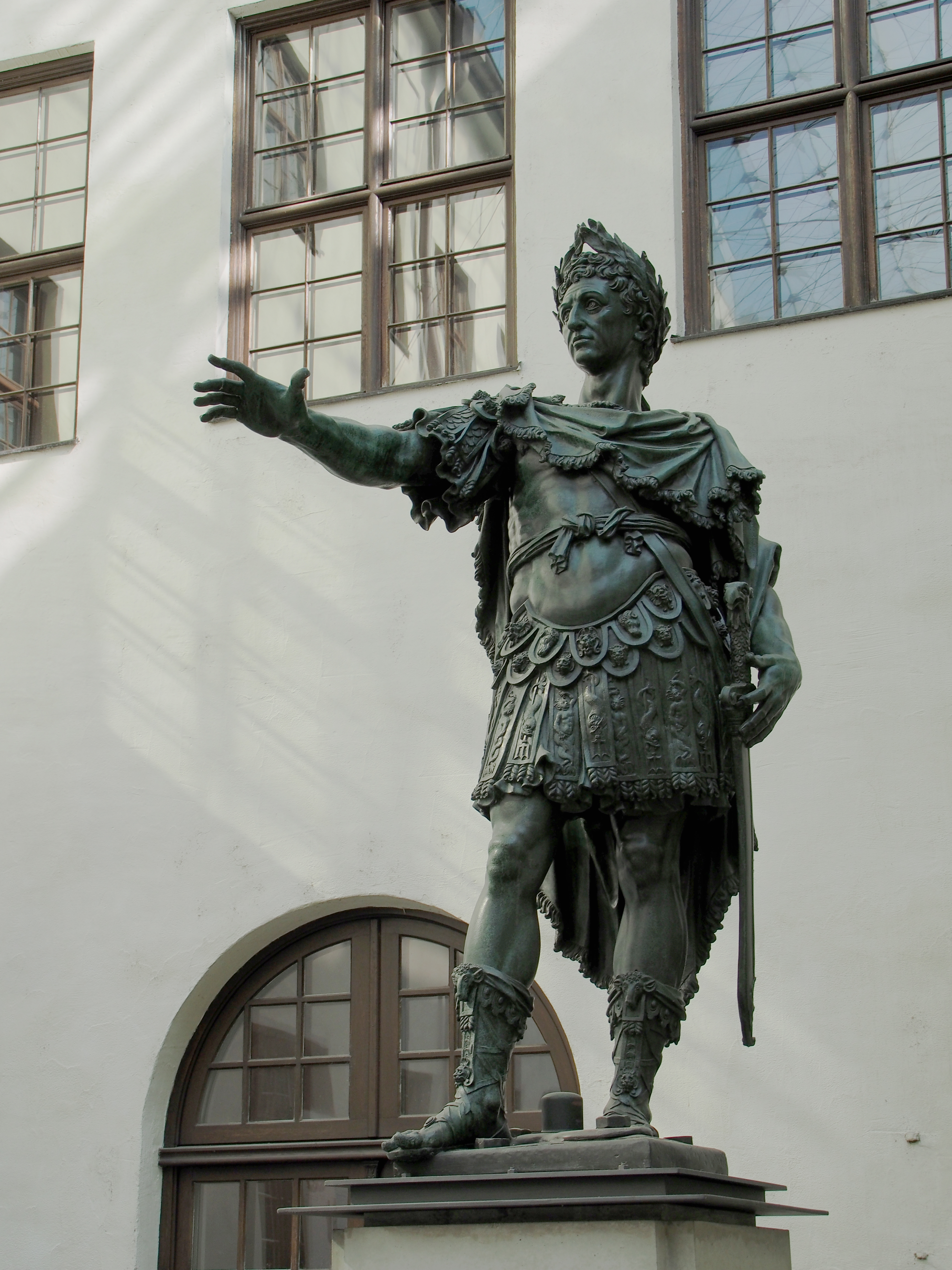
Kaiser Augustus: (vom Rathausplatz)
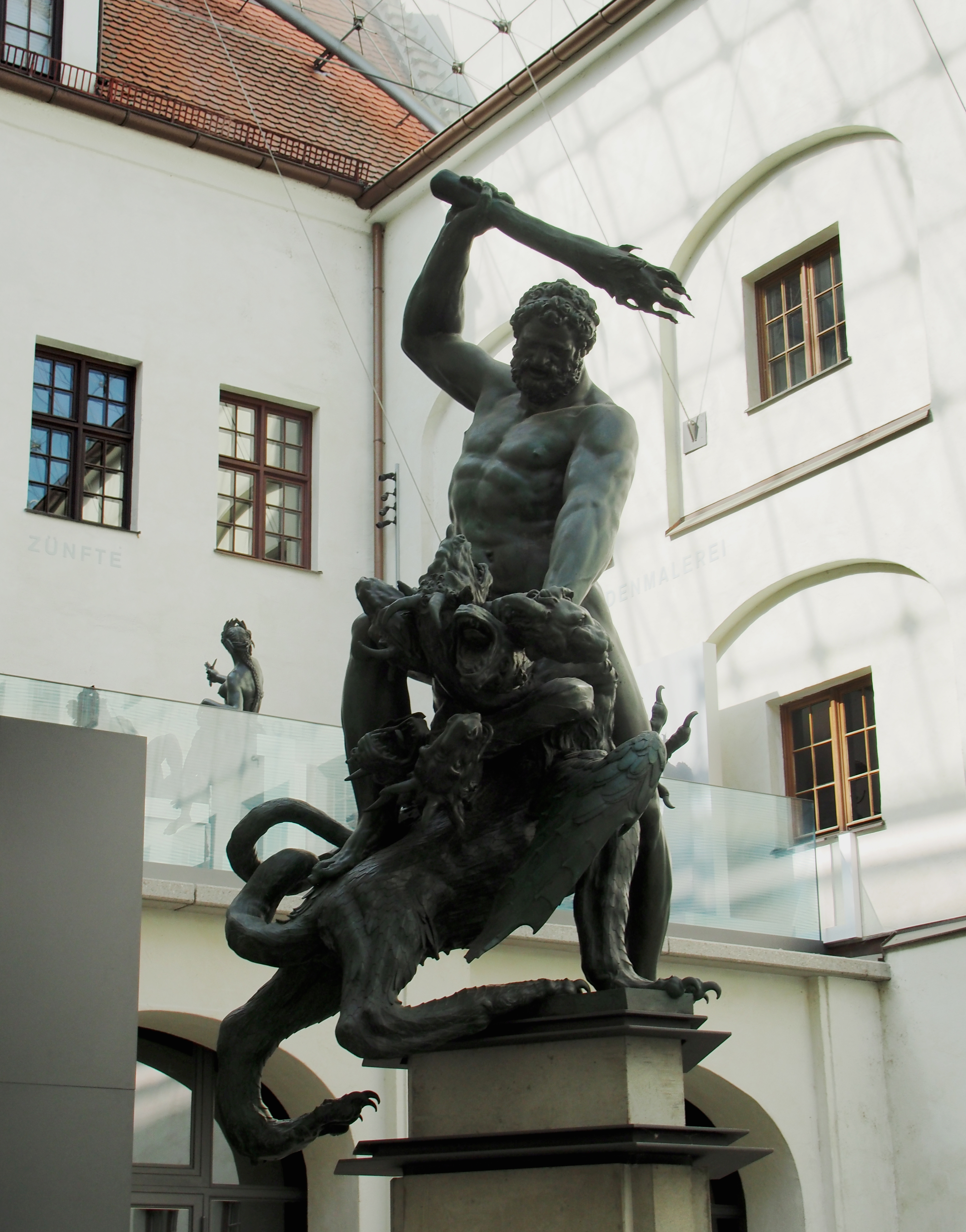
Herkules bekämpft die Hydra: (von der Maximilianstraße)
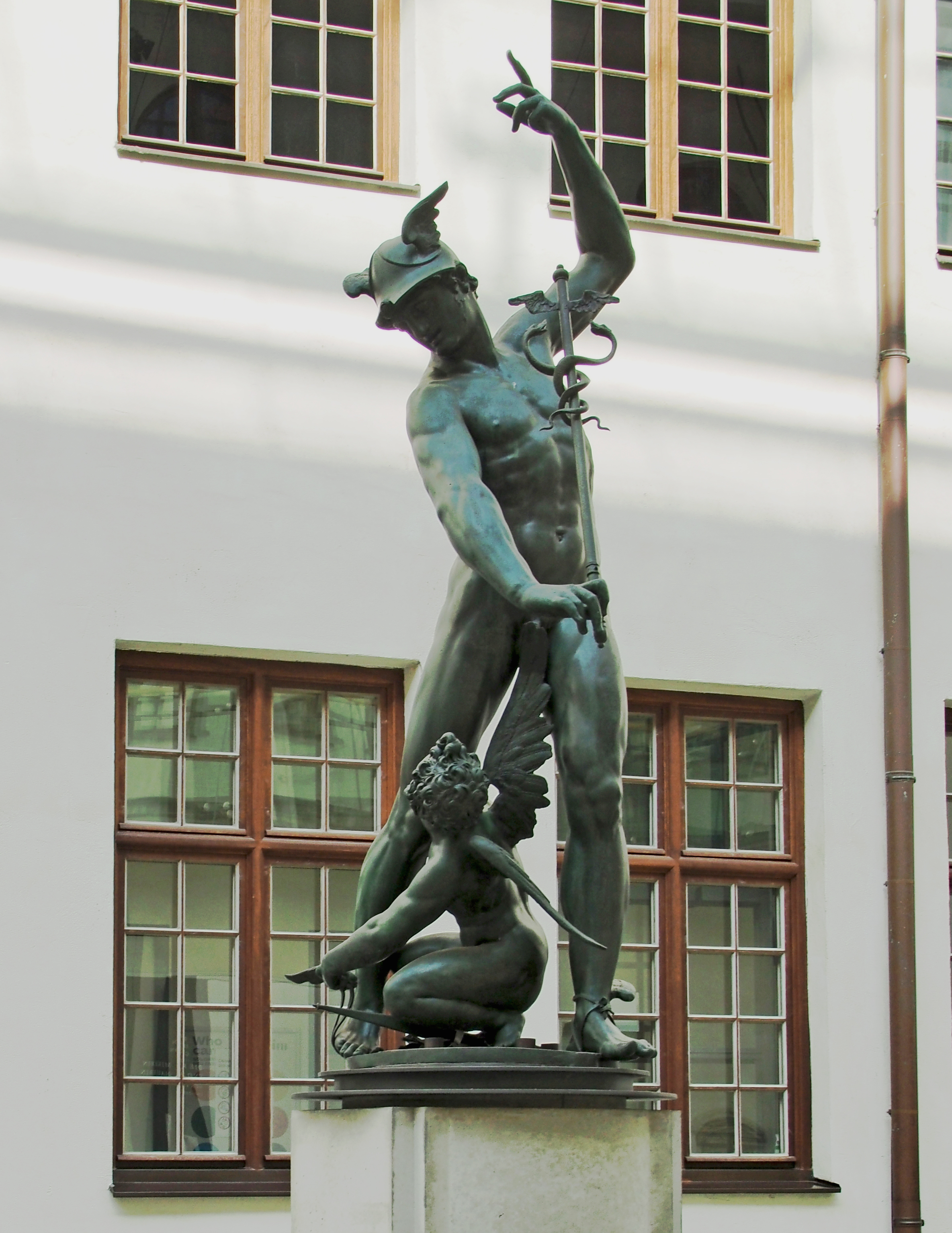
Merkur und Amor: (vom Moritzplatz)

## Modellkammer
Das Museum beherbergt die historische Modellkammer Augsburgs. Seit der Renaissance wurden in Augsburg stadtgeschichtliche Entwurfs- und Erinnerungsmodelle von geplanten und abgerissenen Gebäuden sowie Technik-Modelle zur Augsburger Wasserversorgung gesammelt. Man richtete im Augsburger Rathaus einen eigenen Raum dafür ein: die Modellkammer. Im Zweiten Weltkrieg wurde diese weltweit einzigartige Sammlung aus dem Rathaus in Sicherheit verbracht und so vor der Zerstörung gerettet. Sie befindet sich nun heute im Maximilianmuseum.

Modellkammer im 1. Obergeschoss
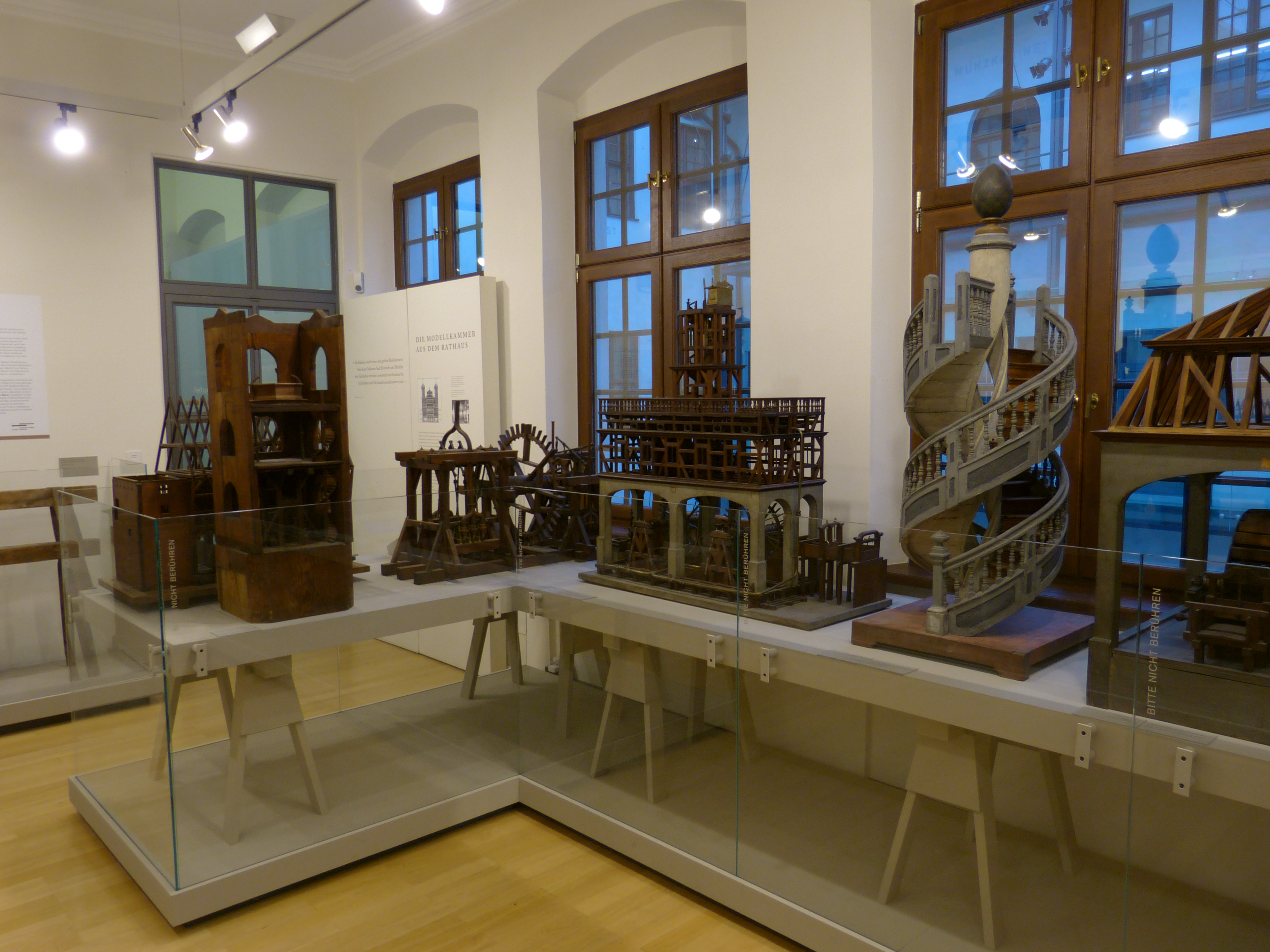
Die Modellkammer
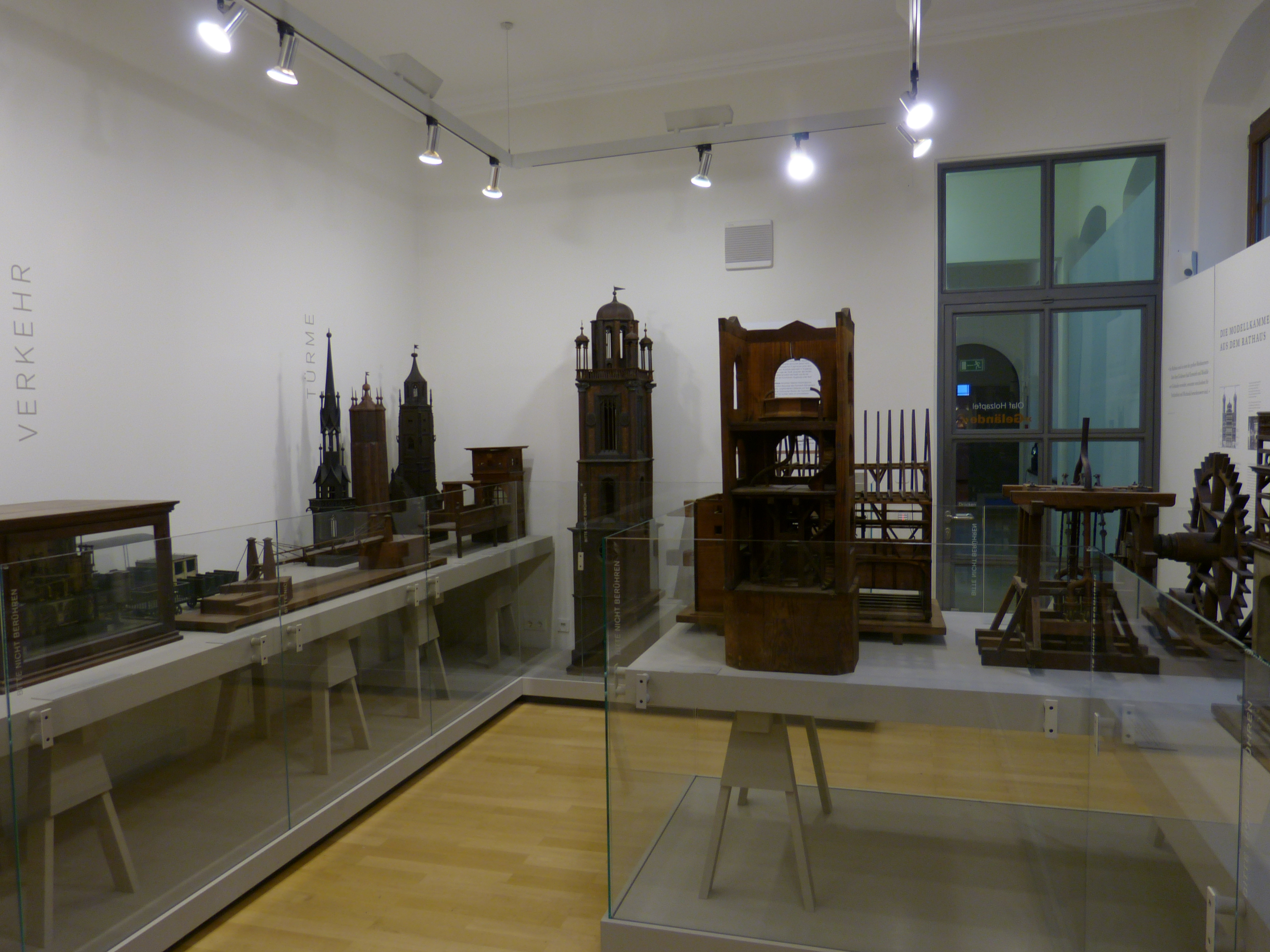
Die Modellkammer
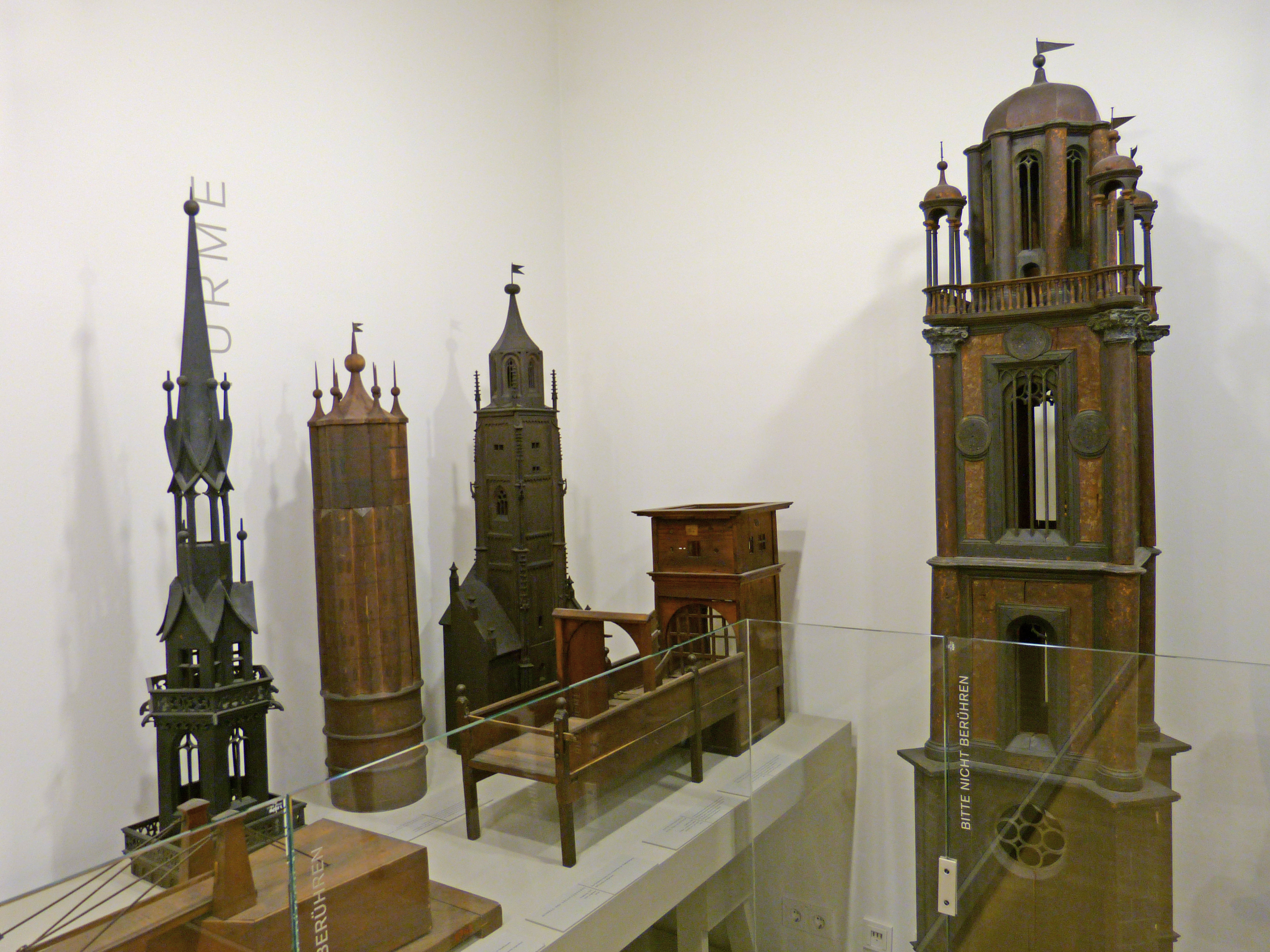
Die ältesten Modelle der Sammlung (ehemalige Augsburger Türme)

## Münzsammlung

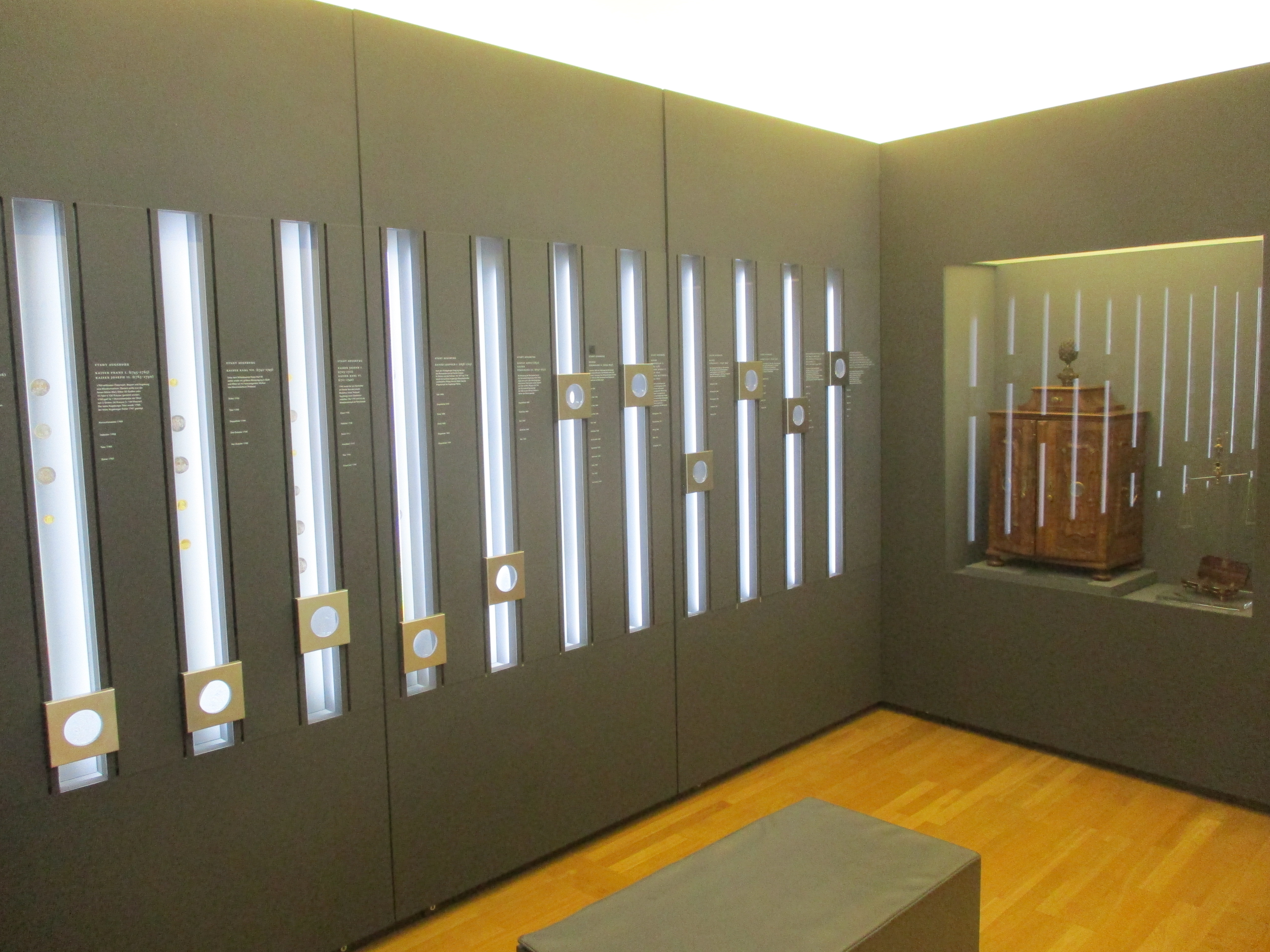
Ausgewählte Münzen der Stadt Augsburg

Der Historische Verein hatte mit Eröffnung des Maximilianmuseums im Jahre 1854 auch seine Münzsammlung dort eingebracht und konnte diese in der Folge durch mehrere Schenkungen ganzer Sammlungen, durch Zukäufe sowie aus der 1872 hinzugekommenen Diözesansammlung erweitern. Die römischen Münzen wurden 1966 in das neugegründete Römische Museum abgegeben. Heute umfasst die Sammlung etwa 1000 mittelalterliche, 2000 Augsburgische und 2000 Münzen anderer Städte und Staaten sowie etwa 5000 Medaillen und ist damit die bedeutendste Sammlung an Münzen der freien Reichsstadt Augsburg in öffentlicher Hand.

## Besucherinformation
Um sich bereits im Kassen-Foyer einen Überblick über das wieder eröffnete Museum zu verschaffen, hat die Designagentur LIQUID in Augsburg ein virtuelles Informationsterminal konzipiert: Das Lebende Buch für das Maximilianmuseum.

## Sonderausstellungen (Auswahl)
- 2000: Adriaen de Vries: Augsburgs Glanz – Europas Ruhm
- 2005: Als Frieden möglich war (Pax 2005)
- 2006: Daktyliotheken – Götter und Caesaren aus der Schublade
- 2008: Zarensilber
- 2008: Friedlicher Drache – Textilkunst aus dem Königreich Bhutan
- 2009: Интермеццо – Intermezzo
- 2009: Weltenglanz. Der Mathematisch-Physikalische Salon Dresden zu Gast im Maximilianmuseum Augsburg
- 2009: Weltenzeit. Die Uhren-Sammlung Hörl im Maximilianmuseum
- 2010: Künstlich auf Welsch und Deutsch (Bayerische Landesausstellung 2010)
- 2010: Blumen, Schwäne und Chinesen. 300 Jahre Meissner Porzellan
- 2011: Kleine Welten. Augsburger Spielzeug in alten Zeiten
- 2012: Edle Präsente
- 2012: Johann Wolfgang Baumgartner. Veduten hinter Glas
- 2013: Hausmadonnen in Augsburg
- 2013: Ulo Florack – The Woodruff Key
- 2016: Formen und Gestalten – Der Künstler Friedrich Brenner
- 2019: Maximilian I. (1459-1519) Kaiser. Ritter. Bürger zu Augsburg
- 2020: Glanzvolles Andenken. Augsburger Silber aus dem Vermächtnis von Kurt F. Viermetz
- 2020: Dressed for Success. Matthäus Schwarz. Ein Augsburger Modetagebuch des 16. Jahrhunderts
- 2021: Kleine Welten. Kostbarkeiten für den Puppenhaushalt
- 2021: Stiften gehen! Wie man aus Not eine Tugend macht (500 Jahre Fuggerei in Augsburg)
- 2023: Elias Holl (1573–1646) Meister Werk Stadt